# Würzburger Schmerztropf
Der Würzburger Schmerztropf ist ein Infusionsgemisch aus den Arzneimitteln Tramadol und Metamizol, in einem bestimmten Dosisverhältnis, sowie Dehydrobenzperidol. Es wird zur Behandlung mittelstarker Schmerzen nach Operationen („Schmerztropf“) eingesetzt.

## Geschichte
Die postoperative kombinierte Schmerzbehandlung (Analgesie) durch Infusion des schwach wirksamen Opioids Tramadol und Metamizol wurde 1986 an der Universität Würzburg eingeführt. Zusätzlich enthielt die Infusionslösung damals Haloperidol und Clomipramin, die eine psychoaktive Dämpfung bewirken sollten. Später wurden diese beiden Komponenten durch das antipsychotisch und antiemetisch wirksame Dehydrobenzperidol (Droperidol) ersetzt.

## Arzneistoffe
Der Würzburger Schmerztropf kombiniert verschiedene Wirkprinzipien:
- als schwach wirksames Opioid wird standardmäßig Tramadol eingesetzt, das nur eine geringe atemdepressive Wirkung aufweist.[1] Es wirkt als schwacher Agonist an Opioidrezeptoren im Nervengewebe sowie durch Hemmung der Wiederaufnahme von Noradrenalin in die Nervenzelle (Neuron) und die Verstärkung der Serotonin-Freisetzung.

- zur Verstärkung der Schmerzdämpfung wird zusätzlich mit einem peripher wirksamen Analgetikum gearbeitet, standardmäßig Metamizol.[1] Anders als andere Nichtopioid-Analgetika besitzt Metamizol zudem eine spasmolytische Wirkung.

- ein neuroleptischer und antiemetischer Wirkstoff wie etwa Dehydrobenzperidol soll Nebenwirkungen des hoch dosierten Tramadol wie Übelkeit und Erbrechen verhindern.[1]

Man kann also sagen, dass die dritte Komponente hier eine adjuvante Funktion erfüllt. Alternativ kommen Metoclopramid oder Dimenhydrinat in Frage.
Als Trägerlösung dient eine Vollelektrolytlösung (Infusion).

## Kontraindikation und Unverträglichkeiten
Gegenanzeigen und mögliche Unverträglichkeiten der Dreierkombination ergeben sich aus denen der Einzelkomponenten; die Wirkung des Mittels muss gegenüber den Risiken einer fixen Kombination abgewogen werden.
Ebenfalls muss vorher evaluiert werden, ob man so dem Patienten die Möglichkeiten für stärker wirksame Schmerztherapien nimmt.